# 神鐵六甲車站

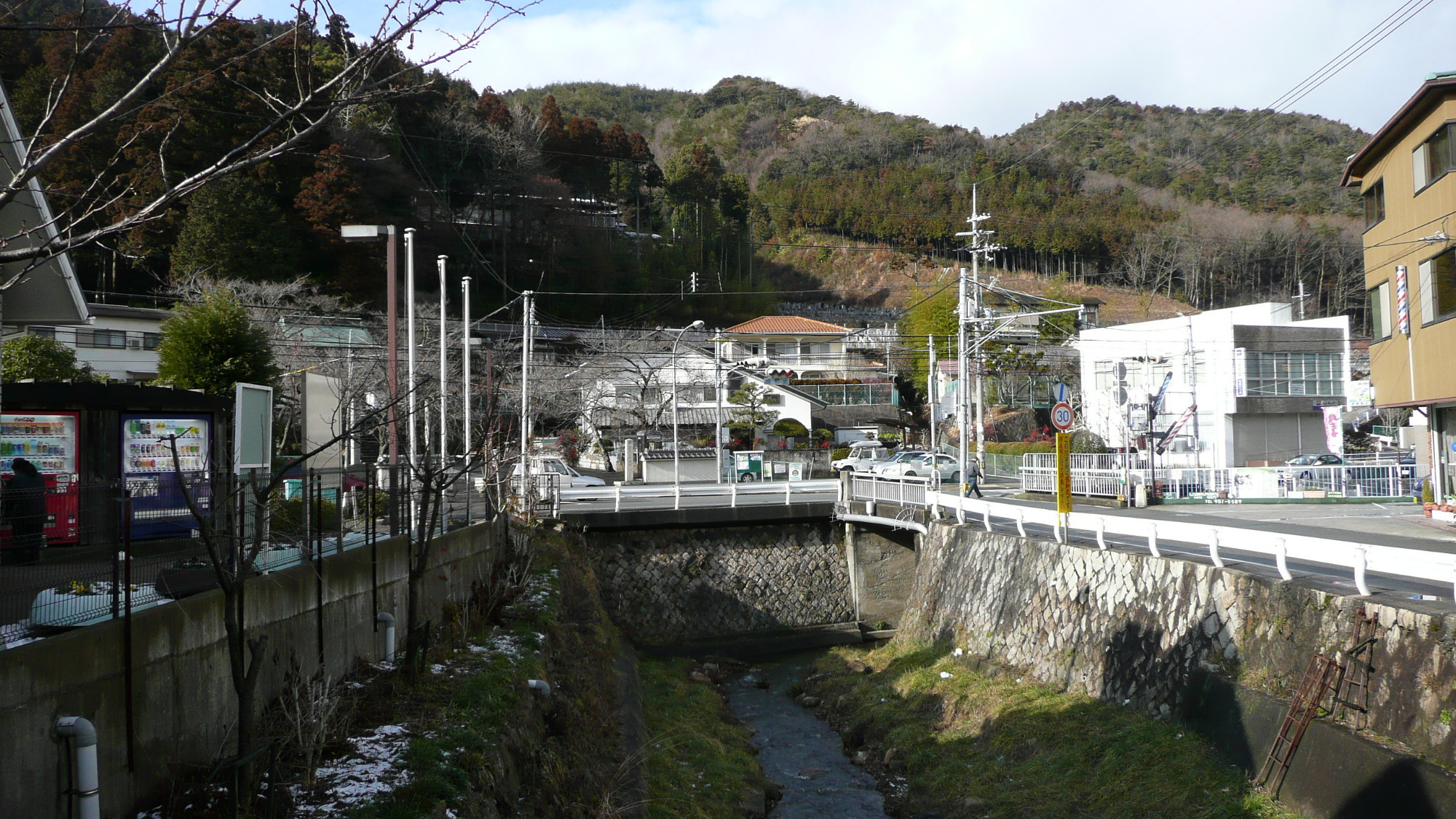
站前風景

神鐵六甲站（日语：／ Shintetsu-Rokko eki */?）位於兵庫縣神戶市北區有野町唐櫃字種池，是神戶電鐵有馬線的鐵路車站。車站編號為KB13，標高323公尺。

## 歷史
- 1928年（昭和3年）11月28日 - 神戶有馬電氣鐵道的湊川 - 電鐵有馬（現在的有馬溫泉站）間開通，本站同時開業，當時的站名為六甲北口站[1]。
- 1929年（昭和4年）10月10日 - 改名為六甲登山口站[1]。
- 1947年（昭和22年）1月9日 - 公司與三木電氣鐵道合併，改稱為神有三木電氣鐵道（現在的神戶電鐵）。
- 1988年（昭和63年）4月1日 - 改名為神鐵六甲站[1]。
- 1996年（平成8年）10月 - 站房改建[1]。

## 車站構造
側式月台2面2線的地面車站。具有山中小屋風格的站房位於下行月台，上下行月台間有平交道連結。

### 月台
| 月台   | 路線   | 方向 | 目的地                          |
| ------ | ------ | ---- | ------------------------------- |
| 站房側 | 有馬線 | 下行 | 往 有馬口、有馬溫泉、橫山、三田 |
| 對向側 | 有馬線 | 上行 | 往 谷上、鈴蘭台、湊川、新開地   |

※月台並無設定編號。

## 車站周邊
車站附近為住宅區。
- 多聞寺
- 唐櫃交流道
- 兵庫縣道15号神戶三田線（有馬街道）

### 公車路線
設有公車站「六甲登山口」，可搭乘阪急巴士與神姬巴士。
| 系統 | 目的地                   | 營運公司           |
| ---- | ------------------------ | ------------------ |
| 6    | 三宮站前（三宮巴士總站） | 阪急巴士、神姬巴士 |
| 6    | 有馬溫泉                 | 阪急巴士、神姬巴士 |
| 14   | 三田站                   | 神姬巴士           |
| 14   | 神戶站                   | 神姬巴士           |

## 相鄰車站
神戶電鐵
 有馬線
■特快速、■急行
通過
■準急、■普通
大池（KB12）－神鐵六甲（KB13）－唐櫃台（KB14）

## 外部連結
- 神鐵六甲 - 神戶電鐵